# Wilhelm Heintze
Georg Wilhelm Heintze, född 4 juli 1849 i Jönköping, död 10 januari 1895 i Lund, var en svensk dirigent och organist. Han var son till Gustaf Wilhelm Heintze och far till Gustaf Hjalmar Heintze som även de var organister.
Heintze studerade vid Stockholms musikkonservatorium 1865–1870. När han gick ut konservatoriet belönades han med i stort sett alla utmärkelser som gick att få, och redan som 21-åring blev han uttagen av Kungliga Musikaliska Akademien att representera Sverige vid invigningen av Royal Albert Halls jätteorgel 1871 i London. Han var dirigent för Jönköpings regementes musikkår 1871, blev musikdirektör där 1872 och var ledare för stadens musiksällskap 1872–1876. Han var organist i S:t Jacobs församling i Stockholm 1881–1889 där han efterträdde sin lärare Gustaf Mankell och var universitetskapellmästare (director musices) och domkyrkoorganist i Lund 1889-1895. Heintze invaldes som ledamot nr 464 av Kungliga Musikaliska Akademien den 11 maj 1882. Han är begravd på Norra kyrkogården i Lund.

## Verklista

### Scenisk musik
- Skådespelsmusik till Profpilen av O. Blumenthal, 1885.

### Orkesterverk (militärmusikkår)
- Marche triomphale för musikkår och orgel, 1872 el. tidigare.
- Till hemmet, marsch, 1872.
- Vega Marsch, 1880.
- Festmarsch, 1881.
- Hymn till vår gamle högt värderade Chef General Leuhusen. 11 maj 1885, Jönköping.
- Marche d'honneur, Kungliga Jönköpings Regemente Marsch Royale.
- Minne från Skillingaryd, marsch.

#### Orkesterverk (övrigt)
- Festmarsch F-dur, 1891.

### Kammarmusik
- Duomelodi för piano och cello.
- Sonat G-dur för 2 violonceller (sats 1−3), 3 violonceller (sats 4).
- Scherzo för piano och stråkkvintett.

### Pianoverk
- Stor sonate för pianoforte c-moll, Stockholm: Hirsch och Musikaliska Konstföreningen, 1871.
- Marche militaire Ess-dur.
- Järnvägsfantasi.
- Marche d'Honneur Kungliga Jönköpings Regemente (arrangemang av orkesterverket).
- Marsch i Ess-dur.

### Orgelverk
- 14 femstämmiga orgelpreludier, op. 1, Stockholm: Hirsch, 1865.
- Fantasi och fuga över koralen nummer 99 (1868), Klockrike: Noteria, 1972.
- Festmarsch Ess-dur, 1882.
- Feststycken, häfte 1, Stockholm: Elkan & Schildknecht, 1883. 
  - Festmarsch
  - Festhymn
  - Sorgmarsch
- Feststycken, häfte 2, Stockholm: Elkan & Schildknecht, 1884.
  - Bröllopsmarsch
  - Triumfmarsch
  - Sorgmarsch
- Svit i tre satser, 1889, Klockrike: Noteria, 1972.
- Fantasi och fuga i d-moll, 1889.
- Maestoso komponerat för Juldagens högmässa såsom en festlig entre och inledning till Psalmen och Koralen No 112, 1891.
- Festmarsch B-dur, i Organistens Marsch Album. Samling af 35 äldre och nyare marscher att begagnas såsom utgångsstycken vid den allmänna Gudstjensten eller vid högtidliga tillfällen i kyrkan. Progressivt ordnade och med särskild hänsyn till landskyrkan lätt arrangerade, samlade och utgifna af N. E. Anjou. Eget förlag; tr. Ahlström & Cederberg, Gefle.
- Ur Organistens Marsch Album.
  - Festmarsch Ess-dur
- Triumfmarsch (arrangemang av orkesterverk).
- Festmarsch Ass-dur för orgel och fyrhändigt piano.

### Körverk
- Inledning till Stagnelii Liljor i Saron, 1872 el. tidigare, för blandad kör.
- Hymn Du som ensam sällhet ger, 5-st. manskör, 1882 el. tidigare.
- Sorgekantat Du som ljus och mörker delar, 1882.
- Konsertstycke Såsom stormen far, för orgel och blandad kör, 1888.
- Kantat till Allhelgonakyrkans i Lund invigning, 1891.
- Kantat, för manskör och solist med stråkorkester och orgel.
- Konsertstycke för blandad kör, manskvartett och kvintett.
- Hymn (Orgelinvigningshymn) Dig kläd i helighetens skrud, för blandad kör, 1891.
- Hymn till General Abelin vid en generalmönstring i Skillingaryd "För hedersgästen i vårt lag" för fyrstämmig manskör.
- Marsch Friskt mod uti bröstet och rosor på kind, för fyrstämmig manskör.
- Nattlig hälsning för fyrstämmig manskör.
- Sång för Smålands nation i Uppsala.

### Övrigt
- Koralbok för Kyrkan, Skolan och Hemmet med Svenska Messan jemte ett urval af rytmiska melodier, arrangerad för sång, orgel, orgelharmonium eller piano af Wilhelm Heintze, Musikdirektör, Organist i S:t Jakobskyrka i Stockholm, Ledamot af Kgl. Svenska Musikaliska Akademien. Stockholm: C.A.V. Lundholms förlag, [1889].